# Герб Новошешминского района
Герб Новоше́шминского муниципального района Республики Татарстан Российской Федерации.
Герб утверждён Решением № 6-47 Совета Новошешминского муниципального района 18 февраля 2006 года.
Герб внесён в Государственный геральдический регистр Российской Федерации под регистрационном номером 2268 и в Государственный геральдический реестр Республики Татарстан под № 40.

## Описание герба
«В поле, пересечённом червленью (красным) и лазурью (синим, голубым), мурованный и стенозубчатый вверху пояс, сопровождённый вверху мечом, а внизу щукой; все фигуры серебряные».

## Символика герба
Первое поселение в Новошешминске появилось в 1610 году. Здесь же для защиты Закамья от кочевых народов в 1652 году была построена военная крепость, вокруг которой со временем появлялись слободы (Петропавловская, Екатерининская, Архангельская и др.). Население этих слобод составляли служилые люди, не только обрабатывающие землю, но и стоявшие на охране государственной границы. Впоследствии они составили особое сословие «пахотных солдат». Этот период в истории Новошешминского района отражён в гербе крепостной стеной и мечом. Дополняет воинскую символику района изображение щуки — символа осторожности, бдительности и охраны.
Также щука напоминает о богатстве реки Шешмы и озёр (голубое поле), располагающихся на территории района, позволивших жителям активно заниматься рыбным промыслом.
Серебро — символ чистоты, совершенства, мира и взаимопонимания.
Красный цвет — символ мужества, силы, труда, красоты.
Синий, голубой цвет — символ чести, благородства, духовности.

## История герба

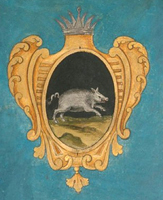
Герб Шешминского полка ландмилиции (1747 г.)

Разработка герба произведена Геральдическим советом при Президенте Республики Татарстан совместно с Союзом геральдистов России в составе:
Рамиль Хайрутдинов (Казань), Радик Салихов (Казань), Ильнур Миннуллин (Казань), Константин Мочёнов (Химки), Кирилл Переходенко (Конаково), Оксана Афанасьева (Москва).
При разработке герба района первоначально было предложено использовать герб со знамени Шешминского ландмилицкого полка, утверждённый Сенатом по представлению Военной коллегии 8 апреля 1747 года.
Описание герба полка гласило:

«В чёрном поле на зелёной земле скачущий кабан»

С учётом национально-религиозных особенностей Новошешминского района герб Шешминского ландмилицкого полка был отклонён в качестве официального символа района.